# Mainakaderi
Mainakaderi (nep. मैनाकडेरी) – gaun wikas samiti we wschodniej części Nepalu w strefie Sagarmatha w dystrykcie Saptari. Według nepalskiego spisu powszechnego z 2001 roku liczył on 702 gospodarstw domowych i 3575 mieszkańców (1700 kobiet i 1875 mężczyzn).